# Apodanthes minarum
Apodanthes minarum är en tvåhjärtbladig växtart som beskrevs av I. de Vattimo. Apodanthes minarum ingår i släktet Apodanthes och familjen Apodanthaceae. Inga underarter finns listade i Catalogue of Life.